# (1889) Pakhmutova
(1889) Pakhmutova es un asteroide que forma parte del cinturón de asteroides y fue descubierto por Liudmila Ivanovna Chernyj el 24 de enero de 1968 desde el Observatorio Astrofísico de Crimea, Naúchni.

## Designación y nombre
Pakhmutova fue designado al principio como 1968 BE.
Más adelante, se nombró en honor de la compositora rusa Aleksandra Nikoláyevna Pajmutova.

## Características orbitales
Pakhmutova orbita a una distancia media del Sol de 3,09 ua, pudiendo acercarse hasta 2,747 ua. Tiene una inclinación orbital de 13,18° y una excentricidad de 0,1111. Emplea 1984 días en completar una órbita alrededor del Sol.